# مزرعه محمدرضا گل شاهی
مزرعه محمدرضا گل شاهی یک منطقهٔ مسکونی در ایران است که در دهستان حومه (ایرانشهر) واقع شده‌است.